# Sân bay Thông Liêu
Sân bay Thông Liêu là một sân bay ở Thông Liêu, Nội Mông Cổ, Cộng hòa Nhân dân Trung Hoa(IATA: TGO, ICAO: ZBTL).

## Các hãng hàng không và tuyến bay
- Air China (Bắc Kinh-Thủ đô, Hô Hòa Hạo Đặc)
- Grand China Express (Đại Liên)
- Shandong Airlines (Hô Hòa Hạo Đặc)